# Истленьево
Истленьево (ранее также Омутное, Ново-Воскресенское) — село в Воловском районе Тульской области России.
В рамках административно-территориального устройства входит в Панаринский сельский округ Воловского района, в рамках организации местного самоуправления входит в Двориковское сельское поселение.

## География
Расположено на реке Мутенка (приток р. Красивая Меча — правого притока Дона), в 9 км к западу от районного центра, посёлка городского типа Волово, в 76 км к югу от областного центра, г. Тулы.

## Население
| 2002 | 2010 |
| ---- | ---- |
| 197  | ↘162 |

## История
Своё название село получило по фамилии своего прежнего владельца — графа Истлентьева. В XIX веке также именовалось Омутное, по названию небольшой речки Омутной (Омутенка), или из-за рельефа местности, изрытой оврагами с крутыми обрывами. Также встречалось название Ново-Воскресенское, по названию церкви, приход которой упоминается со второй половины XVIII века. Каменная церковь в честь обновления храма Воскресения Христова в Иерусалиме построена в 1799 году полковником Стрекаловым. В 1859 году в селе было 70 дворов, где жило 431 мужчин и 436 женщин. В 1862 году была открыта церковно-приходская школа, и существовала до 1880 года, когда была заменена земской школой. В советские годы церковь была разрушена.